# Shiokara

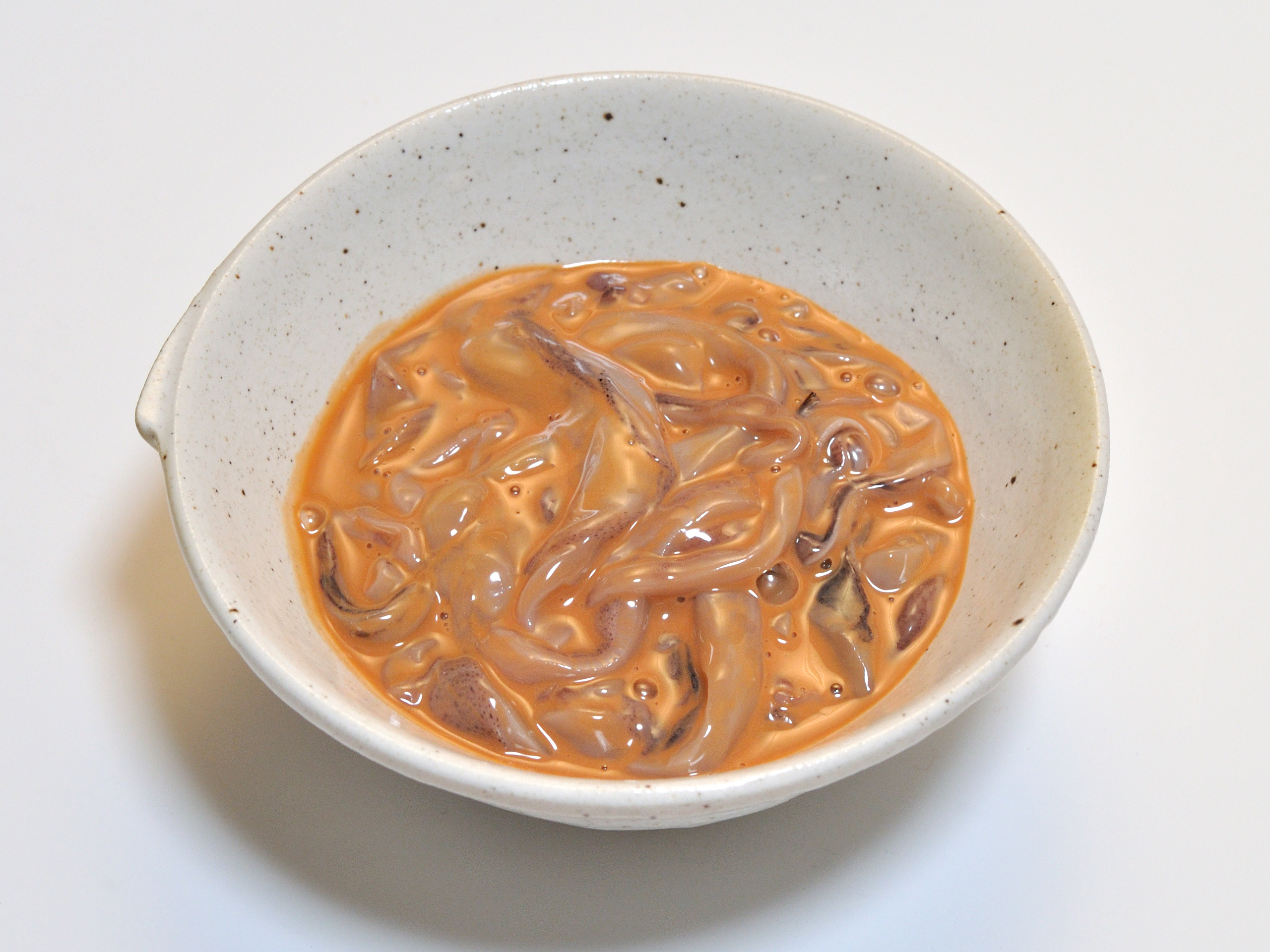
Ika no shiokara

Shiokara (jap. 塩辛, dt. etwa: „salzig-würzig“) ist eine Spezialität der Japanischen Küche, die aus verschiedenen Meerestieren hergestellt wird. Sie besteht aus kleinen Stücken Fleisch in einer zähen braunen Paste aus den stark gesalzenen, fermentierten Innereien des Tieres.
Die rohen Innereien werden dabei mit etwa 10 % Salz und 30 % gemälztem Reis in einen geschlossenen Behälter gepackt und für bis zu einem Monat fermentiert. Shiokara wird in Glas- oder Kunststoffbehältern verkauft.
Das Aroma ist ziemlich stark und wird auch für den japanischen Gaumen als gewöhnungsbedürftig angesehen. Der Geschmack des Shiokara setzt sich im Mund fest. Manche Bars in Japan haben sich auf shiokara spezialisiert.

## Einige Arten vonshiokara
- Ika no shiokara aus Tintenfischen

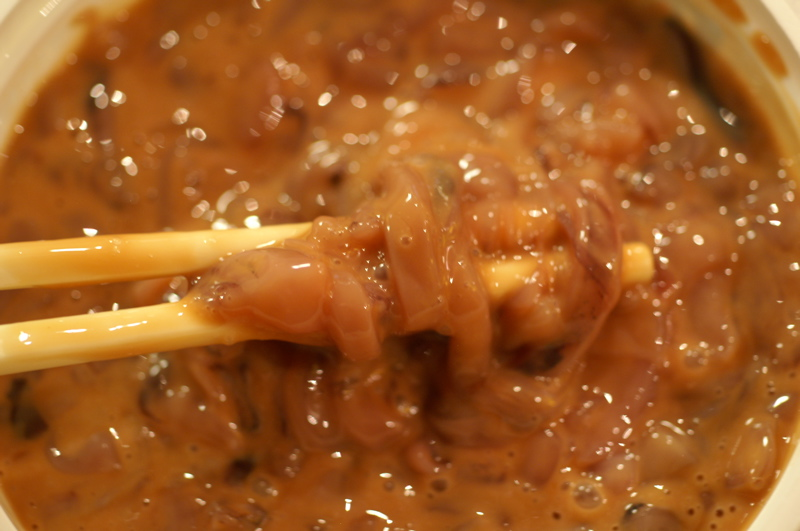
Ika no shiokara – Größenvergleich mit Stäbchen

- Hotaruika no shiokara aus dem Leuchtkalmar
- Katsuo no shiokara, aus Bonito
- Kaki no shiokara, aus Austern
- Konowata no shiokara aus einer bestimmten Seegurkenart
- Uni no shiokara aus Seeigelrogen
- Ami no shiokara aus Garnelen

## Sonstiges
Aus Katsuo Shiokara wurde in Japan ein Enzym isoliert, das Katsuwokinase genannt wurde, die Eigenschaft hat, Fibrin aufzulösen und daher möglicherweise als Thrombolytikum zum Auflösen von Blutgerinnseln eingesetzt werden kann.
Ähnliche Produkte sind Shutō (酒盗) aus fermentierten Bonito-Eingeweiden und Mefun (めふん) gesalzenen Lachsnieren aus Hokkaidō, sowie Uruka (うるか) aus Ayu-Innereien und Ganzuke (がん漬) aus Winkerkrabben, Ariakegani Cleistostoma dilatatum, Yamatoosagani Macrophthalmus japonicus.